# Aspin-Aure
Aspin-Aure település Franciaországban, Hautes-Pyrénées megyében. Lakosainak száma 41 fő (2022. január 1.). Aspin-Aure Campan, Arreau és Beyrède-Jumet-Camous községekkel határos.

## Népesség
A település népességének változása:
| Lakosok száma | 54   | 54   | 50   | 45   | 41   | 40   | 40   | 40   | 41   |
|               | 2013 | 2015 | 2016 | 2017 | 2018 | 2019 | 2020 | 2021 | 2022 |